# Битумная черепица

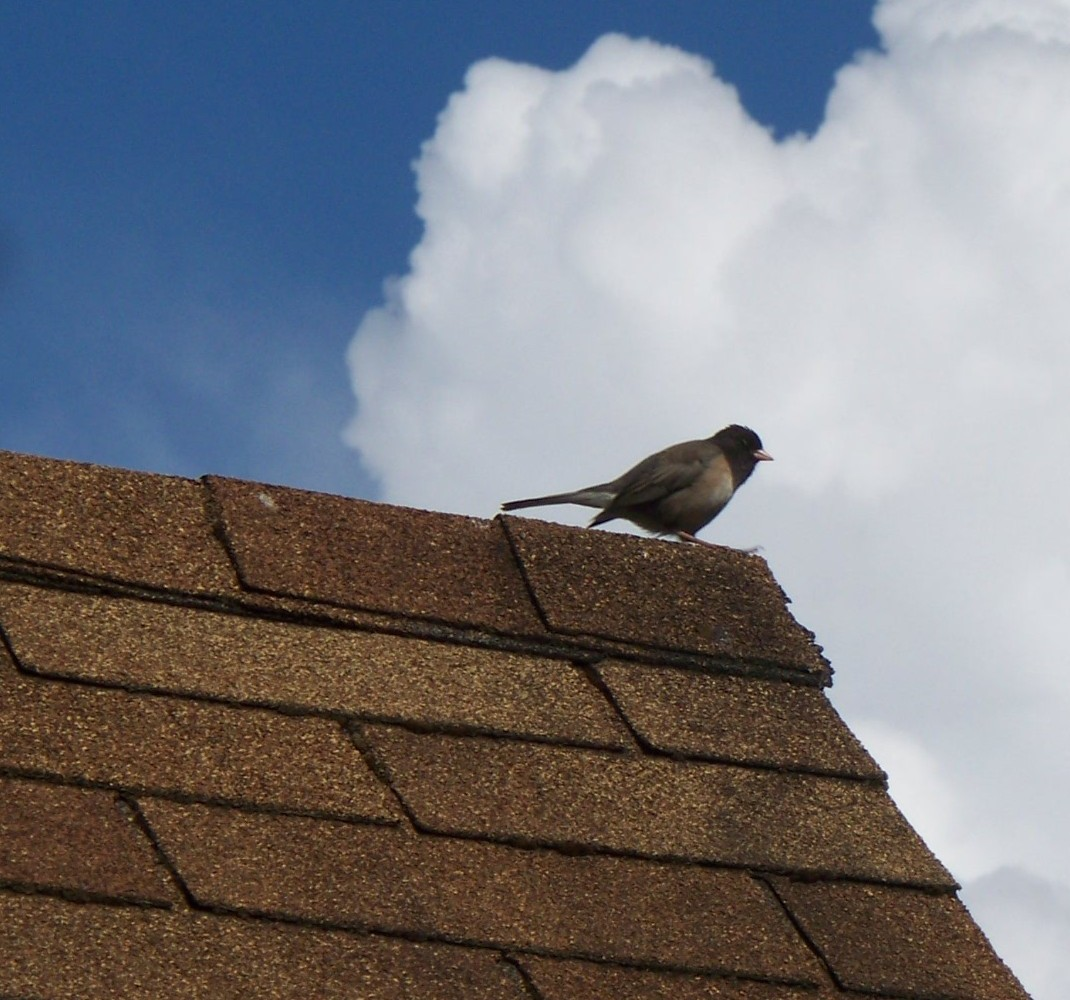
Битумная черепица.

Битумная черепица (также употребляют термины «мягкая», «гибкая» черепица) — кровельный материал на основе стеклохолста, модифицированного битума (от лат. bitumien — горная смола, асфальт) и каменной посыпки (гранулята). Битумная черепица принадлежит к классу материалов, объединенных понятием «мягкая кровля».
Эти материалы имеют практически нулевое водопоглощение, что исключает коррозию и гниение. Основным достоинством битумной черепицы является то, что её можно применять для кровель любой сложности, формы и конфигурации, вплоть до куполов и луковичных крыш. Так как битумная черепица является штучным материалом, ей не требуется эластичность в такой степени, как рулонным материалам. Деформация материала (при старении) ограничиваются в каждой отдельной плитке, что исключает нарушение целостности всего покрытия.

## Структура битумной черепицы
Стеклохолст
Стеклохолст — это полотно, изготовленное из специальных стеклянных нитей путём сваливания с целью достижения более высокой плотности полотна. Стеклохолст не отличается высокой прочностью на разрыв, но в то же время не теряет свою эластичность и легкость. Материал широко используется в строительстве и производстве строительных материалов.
Битум
В качестве основного материала для битумной черепицы применяется природный битум, обогащенный кислородом.
Многие производители имеют в своей продуктовой линейке битумную черепицу на основе СБС-модифицированного битума. Этот вид модифицированного битума, основанный на полимерной добавке (искусственного каучука) ещё называют «резинобитум». Добавка позволяет битумной черепице повысить морозоустойчивость и эластичность.
Битумная черепица из СБС-модифицированного битума отличается высокой устойчивостью к высоким и низким температурам, ультрафиолетовым лучам и длительным сроком службы.
Каменная присыпка (гранулят)
В качестве гранулята производители битумной черепицы обычно используют природный сланец и базальт разных фракций для повышения срока службы готовой черепицы. В последнее время базальт завоевал больше авторитета у производителей в сравнении со сланцем. Это связано с природными свойствами базальта, измельчении базальтовой породы до гранулята, мельчайшие частички приобретают округленную форму, в то время как сланцевые частицы — продолговатую пластинчатую форму. В результате при изготовлении битумной черепицы, округленные фракции базальта плотнее прилегают к битумной основе. Сланцевый гранулят за счет своих природных свойств менее плотно вкатывается в битумную поверхность, вследствие чего процент и срок осыпаемости такой присыпки выше, чем у базальтовой. В целом присыпка выполняет многофункциональную роль и обеспечивает:
- защиту битумной основы от ультрафиолетовых лучей и расплавления под солнечными лучами;
- защиту кровли от механического воздействия осадков (град, снег) и внешней среды (ветки деревьев, животные, и др.);
- прочность материала;
- эстетическую привлекательность за счет богатой цветовой палитры.

Существует ещё одна отличительная черта базальта и сланца, связанная с природными особенностями сланца. Сланец имеет особенность поглощать масла из битума, в результате чего происходит изменение цветового оттенка сланцевой посыпки и всей кровли в целом.
В то же время, несмотря на некоторые недостатки, битумная черепица со сланцевой присыпкой активно продается на рынке, поскольку имеет не менее привлекательный вид, также как и битумная черепица с базальтовой присыпкой.

## История битумной черепицы
Американская индустрия композитных кровельных материалов появилась между 1840 и 1880 годах. Это были пропитанные битумом полотна, которые очень отдаленно напоминали современный рулонный рубероид. Переход от рулонной кровли к нарезной черепице началась с 1903 г., хотя прототип гибкой черепицы в виде пропитанного с двух сторон битумом картона появился ещё в 1893 г. Прошло 10 лет, пока американец Генри М. Рейнольдс из компании «Гранд Рапидз»,
впервые попробовал нарезать рулонный материал на отдельные ровные куски (гонты). Первые формы нарезки ограничились прямоугольной и шестигранной формами.
Интересным фактом является, что «черепицей» битумные элементы назвали в Европе. В США и Канаде листы принято именовать гонтами или шинглами — по аналогии с кровельными дощечками (дранкой).
Американские производители использовали два вида основы в производстве битумной черепицы: картон (organic shingles) и стекловолокно (fiber glass shingles) с 1960-х гг. Трехлепестковая модель мягкой черепицы быстро завоевала популярность у американских домовладельцев и уже к середине XX века битумной черепицей было покрыто более 45 % частных домов.

## Формы нарезки
Существует 6 основных форм нарезок битумной черепицы для рядовой черепицы и одна форма для коньково-карнизной черепицы.
Основные формы нарезки рядовой мягкой черепицы включают:
- Бобровый хвост;
- Драконий зуб;
- Дранка;
- Кирпич;
- Прямоугольная;
- Ромб;
- Шестигранник.

Производители гибкой черепицы присваивают своим сериям разные названия с целью унифицировать тип нарезки и придать продукту большую уникальность.

## Международные стандарты производства
Производство мягкой черепицы регламентируется европейским строительным стандартом EN 544:211 или на основании Европейской технической аттестации — ETA (European Technical Epprovals).
Европейский стандарт EN 544:2011, в отличие от других стандартов для гидроизоляционных материалов, регламентирует минимально допустимое количество битума в мягкой черепице, а также устанавливает минимальные требования к механическим свойствам. Минимальное количество битума должно составлять не менее 1300 г/м² в мягкой черепице.
Другим регламентирующей стандартизацией является Европейская техническая аттестация (ЕТА), которая представляет собой техническую оценку пригодности продукции (мягкой черепицы) к использования по назначению. Сертификат ЕТА можно рассматривать как исключение из требований европейских стандартов, поскольку он выдается на виды материалов, на которые не распространяются европейские стандарты или которые производятся не в соответствии с ними. Каждый производитель имеет свой документ ЕТА, и его Продукция является оригинальной, если производитель получил свой сертификат ЕТА. Мягкая черепица, изготовленная в соответствии с требованиями ETA, зачастую отличается от аналогов, произведенных по стандарту EN 544:2011, поскольку содержит меньшее количество битума, и, соответственно, характеризуется более низким качеством.
Качество черепицы, произведенной по европейским стандартам можно отличить по соответствующей маркировке СЕ, которая подтверждает, что производитель изготовил продукцию в полном соответствии с европейским стандартом. Маркировка СЕ также обеспечивает свободный выход продукции на рынок Европейского союза без каких-либо ограничений.

## Производители битумной черепицы
Первой в мире компанией-производителем битумной черепицы была «Гранд Рапидз» (США), которая в 1903 г. запустила в серийное производство прототип современной мягкой черепицы. Таким образом, традиционно сложилось, что локомотивом индустрии являются предприятия по производству мягкой черепицы из США. В то же время, европейские и российские производители основываясь на опыте и технологиях из США стали производить гибкую черепицу качеством не хуже американской, а порой даже более высокого качества.

## Преимущества и недостатки гибкой (битумной) черепицы
Среди основных преимуществ мягкой черепицы, как правило выделяют:
- разнообразие форм и расцветок;
- возможность обеспечить качественную гидроизоляцию кровель сложной конфигурации;
- малый вес и габариты;
- легкость и малоотходность монтажа (в том числе и на сложных типах кровли);
- бесшумность под дождем и градом;
- долговечность (благодаря использованию современных материалов);

Главным недостатком битумной черепицы является её стоимость, поскольку при монтаже используется сплошное основание из влагостойкой фанеры или доски. На сегодняшний день стоимость комплекта мягкой битумной черепицы выше, например, стоимости металлочерепицы, но ниже в сравнении с керамической черепицей или кровлей из натурального сланца.

## Утилизация битумной черепицы
Важно отметить, что битумная черепица является продуктом, который можно повторно перерабатывать. В США старую черепицу на сегодняшний день почти полностью перерабатывают в новые кровельные и дорожные материалы. Повторно переработанное сырье наиболее успешно используется в дорожных работах и повторном производстве битумной черепицы.
В США ежегодно генерируется от 7 до 10 млн тонн изношенной битумной черепицы (около 10 % от всего количества ежегодно генерируемого строительного мусора в стране). К этому количеству ещё прибавляется от 750 000 до 1 млн тонн битумного мусора от предприятий по производству битумной черепицы.
Например, только в 2012 году в США было восстановлено около 72 млн тонн битума для дорожного хозяйства. В целом, битум можно перерабатывать многократно и повторно использовать для строительства дорог.
Переработка старой битумной черепицы является экономически-обоснованным шагом. Так было подсчитано, что утилизация 1 тонны изношенной битумной черепицы экономит 1 баррель нефти, что особенно важно в условиях роста мировых цен на нефть.
Технология переработки использованного битума была разработана ещё в 1970-х годах, однако массово стала применяться только сейчас.
Основной проблемой сегодня является не процесс переработки битума, а сбор и хранение сырья.
В России к проблеме переработки битумной черепицы пока не уделяют должного внимания, поскольку рынок только развивается, а мусор в виде изношенной битумной черепицы не генерируется в широких масштабах. Это связано с тем, что современная черепица имеет достаточно долгий срок службы (некоторые производители предоставляют гарантию до 50-60 лет). Если в США, битумная черепица стала применяться более 100 лет назад, и сейчас рынок вышел на пиковые нагрузки по утилизации старого сырья, то можно предположить, что Россия столкнется с проблемой утилизации битумной черепицы не ранее чем 2030-—2035 г.